# Paratoxopoda kilinderensis
Paratoxopoda kilinderensis är en tvåvingeart som beskrevs av Vanschuytbroeck 1963. Paratoxopoda kilinderensis ingår i släktet Paratoxopoda och familjen svängflugor.
Artens utbredningsområde är Kongo. Inga underarter finns listade i Catalogue of Life.